# Matias Laine
Matias Laine (Joensuu, 25 april 1990) is een Fins autocoureur.

## Carrière

### Karting
Laine begon zijn autosportcarrière in het karten in 2003, waarin hij als tweede finishte in het Finse Raket Cup Kampioenschap. In 2005 won hij het Finse kampioenschap voor de ICA Junior-klasse.

### Formule Renault
Laine begon zijn formulecarrière in 2008 in de Formule Renault 2.0 UK Winter Cup voor het team CR Scuderia. Hij finishte als negende in het kampioenschap met 50 WK-punten. Hij deed ook mee aan twee races van het Portugese Formule Renault 2.0 Winterseries op Estoril. Hij finishte als derde en dertiende in de races.
In 2009 nam Laine deel aan zowel het Britse Formule Renault-kampioenschap als de Eurocup Formule Renault 2.0 voor respectievelijk de teams CRS Racing en Motopark Academy. Hij finishte als veertiende in de Britse Formule Renault, waarbij hij in elke race punten scoorde voordat een blessure zijn seizoen voortijdig beëindigde op Snetterton. In de Eurocup werd hij 22e in het kampioenschap met zes punten in de tweede race op Silverstone.

### Formule 3
In 2010 gaat Laine rijden in de Formule 3 Euroseries voor Motopark Academy. Hij rijdt hier samen met zijn mede-Formule Renault-opstappers António Félix da Costa en Adrian Quaife-Hobbs. Hij behaalde zijn eerste punt toen hij als negende finishte op Hockenheim omdat Esteban Gutiérrez, die als zesde finishte, een gastcoureur was en geen punten kon scoren. Uiteindelijk wist hij nog twee keer in de punten te eindigen, op de Norisring en op Brands Hatch om uiteindelijk op de veertiende plaats te eindigen met drie punten.

### GP3
Op 25 februari 2011 werd bekend dat Laine voor Marussia Manor Racing mag rijden in de GP3 Series in 2011. Zijn teamgenoten worden de Indonesische Rio Haryanto en Quaife-Hobbs. Hij behaalde echter geen punten en behaalde als beste resultaat twee veertiende plaatsen.
In 2012 blijft Laine in de GP3 rijden, maar stapt hij over naar het team MW Arden met Mitch Evans en David Fumanelli als teamgenoten. In het eerste racewekend in Barcelona behaalde hij zijn eerste podium met een derde plaats in race 2. Op Spa-Francorchamps behaalde hij zijn eerste GP3-overwinning, waardoor hij als vijfde in het kampioenschap eindigt met 111 punten.

### Formule Renault 3.5 Series
In 2013 stapte Laine over naar de Formule Renault 3.5 Series, waar hij ging rijden voor het team P1 Motorsport naast Will Stevens. Hij beleefde een moeilijk debuutseizoen waarin hij slechts driemaal punten wist te scoren, waardoor hij als 23e in het kampioenschap eindigde met negen punten. In 2014 blijft Laine rijden voor het team, wat is overgenomen door Strakka Racing, met opnieuw Stevens als teamgenoot.